# Isovalina

Isovalina

L'isovalina è un amminoacido estremamente raro in natura. È un alfa-amminoacido non-proteinogenico. Dal punto di vista strutturale è un isomero del più diffuso e del più importante, dal punto di vista biologico, amminoacido chiamato L-valina. È stato rinvenuto nel meteorite Murchison.
È strutturalmente simile agli amminoacidi quali la glicina ed il GABA, molecole che l'organismo usa come neurotrasmettitori inibitori. Poiché questi mediatori possiedono attività anti-allodiniche, si sta studiando il possibile utilizzo dell'isovalina come antidolorifico.